# Теплівка (Кам'янський район)
Теплі́вка — село в Україні, у Божедарівській селищній громаді Кам'янського району Дніпропетровської області.
<=Населення — 421 мешканець.

## Географія
Село Теплівка розміщене біля витоків річки Саксагань, за 0,5 км від селища Адамівське і за 1,5 км від сіл Саксаганське і Зелена Долина. По селу протікає пересихаюча Балка Довга із загатою. Поруч проходять автомобільна дорога Т 0429 і залізниця, зупинний пункт Адамівське за 0,5 км.

## Історія
Біля Теплівки у березні 1920 стався бій повстанців отамана Малашко з червоними латиськими стрільцями.

## Населення

### Мова
Розподіл населення за рідною мовою за даними перепису 2001 року:
| Мова            | Кількість | Відсоток |
| --------------- | --------- | -------- |
| українська      | 395       | 93.82%   |
| російська       | 23        | 5.46%    |
| білоруська      | 1         | 0.24%    |
| польська        | 1         | 0.24%    |
| інші/не вказали | 1         | 0.24%    |
| Усього          | 421       | 100%     |